# Peterbilt

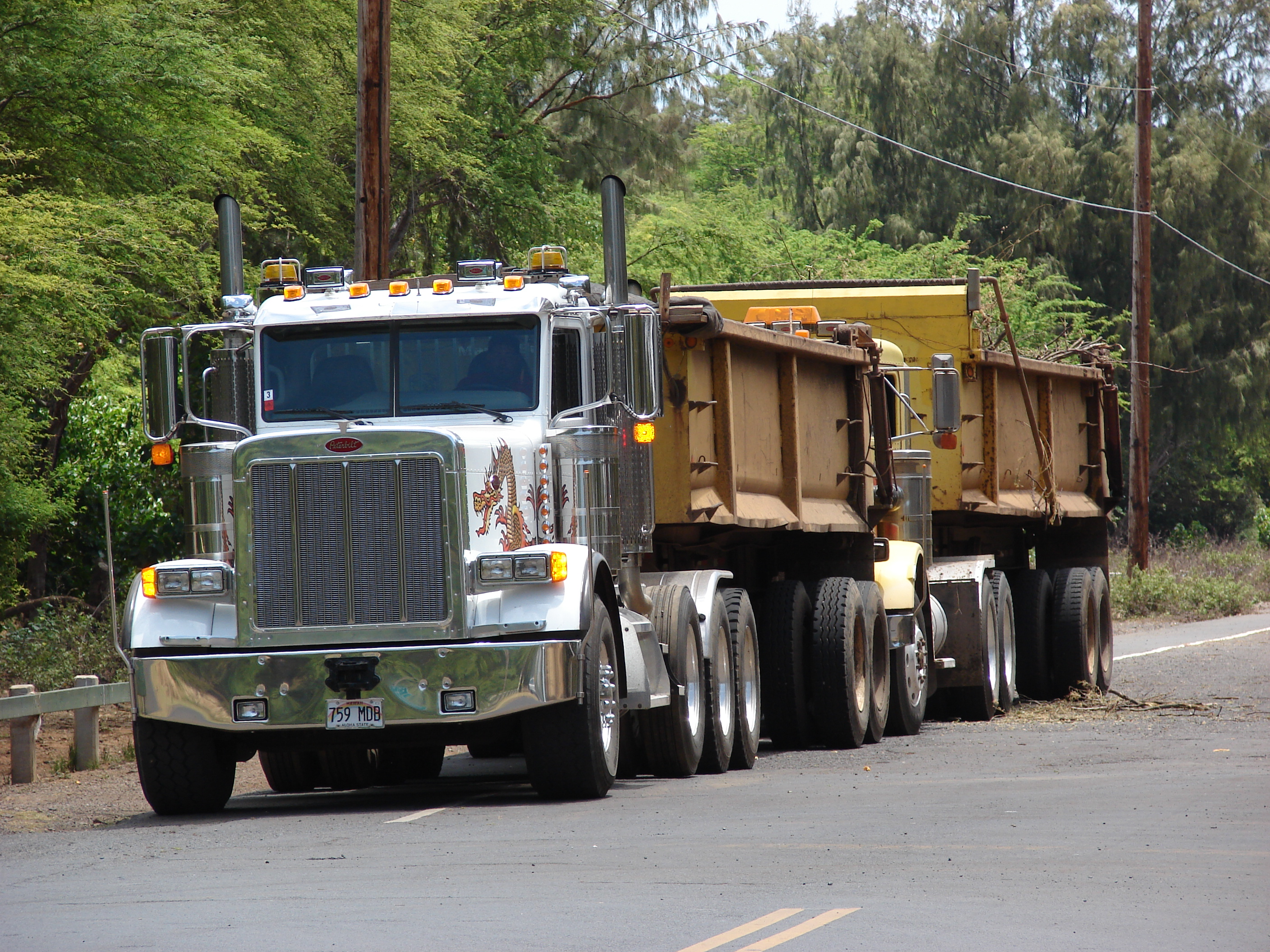
Peterbilt

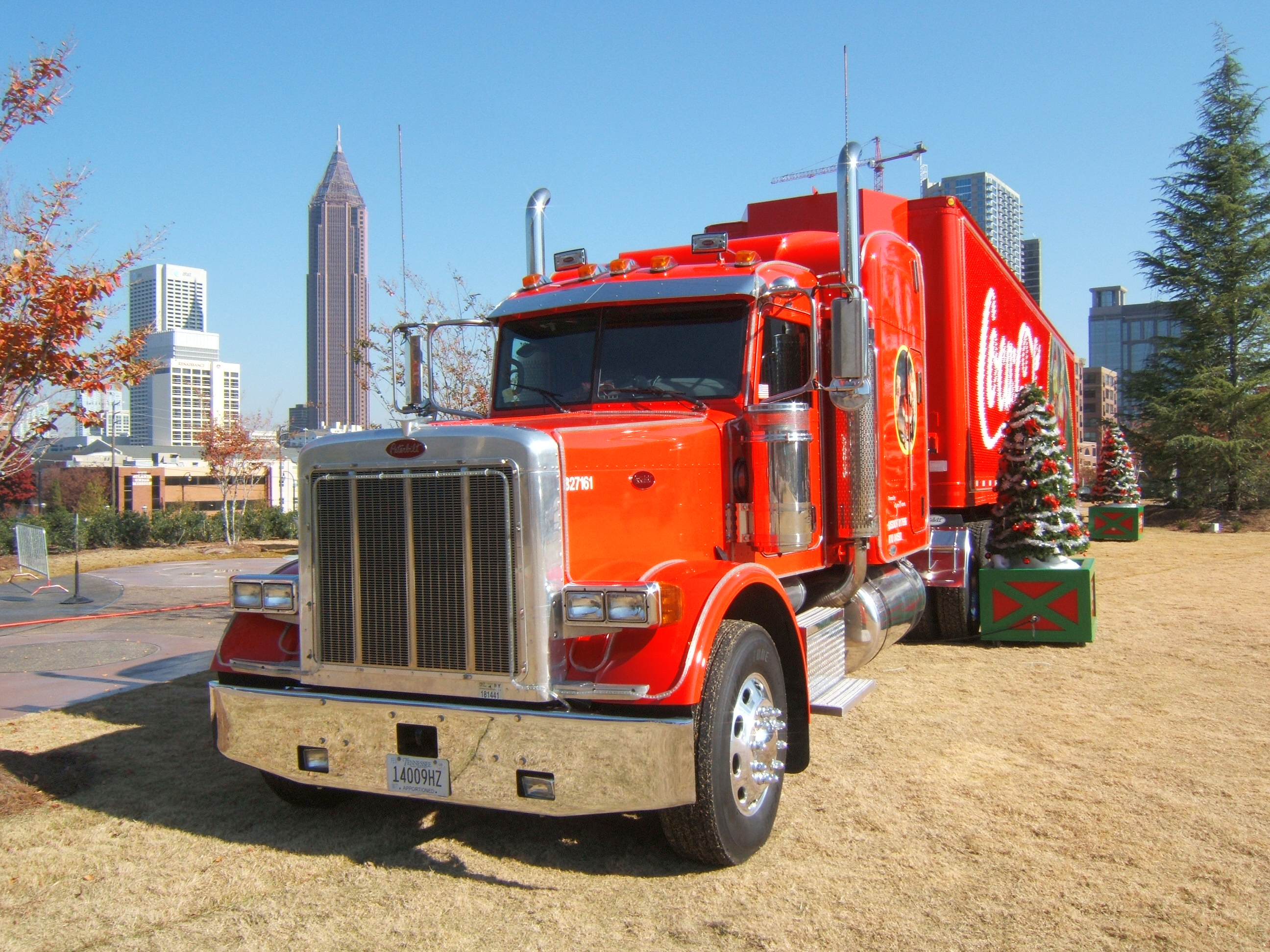
Peterbilt 379

Peterbilt Motors Company — американская компания, занимающаяся выпуском классических (балластных) грузовиков и седельных тягачей. Компания является дочерним предприятием Paccar.
Компания была основана в 1939 году. С начала 1960-х до середины 1980-х компания базировалась в Сан-Франциско, и главный завод находился в Ньюарке, Калифорния. В 1986 году ньюаркский завод закрылся. Штаб был перемещён в Дентон в 1993 году. В 2008 году на тягачах этой марки была впервые применена гибридная силовая установка. Она была создана и производится фирмой Eaton Corporation. В перспективе она появится на автомобилях Kenworth. Грузовики Peterbilt идентифицируются по большой красно-овальной эмблеме марки, используемой с 1953 года.
Штаб-квартира компании находится в Дентоне, штат Техас, компания также производит грузовики на заводах Paccar в Сент-Терезе, провинция Квебек (Канада) и Мехикали (Мексика).

## Модели

### Текущие

#### Среднетоннажные грузовики (5-7 класс)
- Модель 220 COE (класс 7, 2011 — настоящее время)
- Модель 535 (класс 5, 2021 — настоящее время)
- Модель 536 (Класс 6, 2021 — настоящее время)
- Модель 537 (Класс 7, 2021 — настоящее время)
- Модель 538 (Класс 7, 2021 — настоящее время)

#### Тяжёлые грузовики (класс 8)
- Модель 365/367 с тяжёлыми условиями эксплуатации/профессиональные (2006 — настоящее время)[1]
- Модель 389 с удлиненным капотом (2007 — настоящее время)[5]
- Модель 520 с низкой кабиной, профессиональная/бездорожная (2016 — настоящее время)[6]
- Модель 567 с тяжёлыми условиями эксплуатации/профессиональная (2013 — настоящее время)[7][8]
- Модель 579 с аэродинамическим кузовом для шоссейных полуприцепов (2012 — настоящее время)[9]